# Pico Ego-Aguirre
Enrique Mario Pedro Ego-Aguirre Pajuelo (Lima, 9 de diciembre de 1948), más conocido por su nombre artístico Pico Ego-Aguirre, es un guitarrista , compositor y productor peruano. Integrante y fundador de legendarias bandas de rock peruano. Empezó su carrera con Los Shain's en 1963, luego formaría Los Nuevos Shain's y para fines de 1969 fundaría PAX una de las primeras bandas de hard rock. Sus solos de guitarra y temprana experimentación con el Hard rock lo hacen ser considerado entre los principales guitarristas del Perú llegando a tener reconocimientos por su aporte y contribución a la música.También su Trinuto A Santana.

## Carrera musical
Su carrera empezó a fines de 1963 con Los Shain's y para 1964 la banda ya estaba formada oficialmente. Grabaron 4 discos de estudio y muchos discos de 45rpm. La banda sonora de la película Las sicodélicas. Presentaciones en todos los programas de televisión y radio más populares,  recordados mano a amano y matinales hasta 1968.
A raíz del famoso Festival de Woodstock de 1969, Pico descubre un nuevo estilo con el cual Lo Shain's ya no estaban en esa onda y es así como decide buscar otros músicos de ese estilo nuevo que era el Hard rock y la onda hippie. 
Es así como funda Los Nuevos Shain's con quienes grabó un LP y un EP. 
Con la exploración de estos nuevos sonidos (hard rock) ya para fines de 1969 tenía un sonido definido y es así como junto a Jaime Orué en voz, el norteamericano Mark Aguilar en bajo y Miguel Flores en batería forma Pax (banda) y deciden lanzar un primer 45 r. p. m. con los temas "Firefly" / "Resurrection of the sun". Y para 1971 ya con la influencia de esos años de Black Sabbath y Deep Purple la banda lanzó un clásico LP titulado May god and your will land you and your soul miles away from evil.
En los 80s Pax (banda) regresa y lanzan dos temas primeros puestos en las radios del Perú. Se reedita el disco original de Pax en Inglaterra y Europa. A fines de esta década en sus estudios se hacen las grabaciones del grupo Frágil cuando el grupo tenía como vocalista a Piñin Folgado.
En la década de los 90s Pico formó varias bandas como Crossroads que era de un estilo de hard rock y blues.
Batuka banda de latin rock. 
Paralelamente formaría también una banda para hacer temas en vivo de repertorio del rock de los 60s y 70s una remembranza de los Nuevos Shain's, que tuvo dos etapas de 1990 a 1995 integrado por César Taboada en voz, Julio Chávez en batería , Lynn Stricklin en teclados , César Noriega en el bajo junto a Pico; luego la segunda etapa de 1996 al 2000 que fue la más especializada y estuvo integrada por Walter la Madrid en bajo, José Villobron en batería , Humberto Aliaga en teclado, Álvaro Vergarai en segunda guitarra, Dante Alcandré en percusión , Oscar Ruchelli en voz y Pico en guitarra principal.
En sus estudios grabaron demos de grupos como Óxido , Doom , M.A.S.A.C.R.E. entre otros.
De 1999 al 2004 formó la banda Satch Blues band.
Desde 2007 dirige su banda Pico Experience.
En noviembre de 2013 realizan un conversatorio y finalmente un concierto marcando el regreso oficial de PAX con los integrantes originales Miguel Flores, Pacho Orue y Pico.
En enero de 2014 vuelven a realizar una presentación para ayudar a Gerardo Manuel junto a ellos se presentaron Frágil, Rio, integrantes de We All Together entre otros, este evento fue en el Parque de la Exposición.

## Discografía

### Álbumes de estudio
Los Shain's
- El ritmo de Los Shain’s (Iempsa 1966)
- Segundo volumen (Iempsa 1967)
- Docena tres (Iempsa 1968)
- Instrumental (Iempsa 1968)

Los Nuevos Shain's
- Los Nuevos Shain’s (Iempsa 1969 )

Gerardo Manuel y El Humo
- Apocallypsis (El Virrey 1970)
- Machu Picchu 2000 (El Virrey 1971)
- ¿Quién es el mayor? (El Virrey 1973)

PAX
- May god and your will land you and your soul miles away from evil ( Sono Radio 1971 )

### Colaboraciones
- Bossa 70 - Bossa 70
- Pepe Cipolla (Odeón / Iempsa 1966)